# Eupithecia scoparia
Eupithecia scoparia är en fjärilsart som beskrevs av Jean Baptiste Boisduval 1840. Eupithecia scoparia ingår i släktet Eupithecia och familjen mätare. Inga underarter finns listade i Catalogue of Life.